# Pop Lib
Pop Lib è un mini-album dei The Puddlepubblicato in nuova Zelanda nel 1986 dalla Flying Nun Records. Tutti i brani vennero ristampati nell'album Into the Moon del 1992.

## Tracce
Lato A
1. Spaceship
2. Billie & Franz
3. Candy & a Currant Bun
4. Junk

Lato B
1. Jealousy
2. Lacsidaisical
3. Magic Words

## Musicisti
- Ross Jackson - basso
- Lindsay Maitland - corno francese
- Lesley Paris - batteria, percussioni
- Norma O'Malley - percussioni, voce, flauto
- Guitar, Vocals, Piano – George Henderson - chitarra, voce, pianoforte